# 苔山寨城遗址
28°15′55″N 121°16′35″E / 28.2652°N 121.2763°E
苔山寨城遗址，位于中华人民共和国浙江省玉环市清港镇的泗头山山顶，是建造于清朝顺治年间的南明军事要塞。顺治十八年（1661年）被废弃，现存城墙等建筑遗址。2011年，苔山寨城遗址被列为浙江省文物保护单位。

## 历史
明洪武二十七年（1394年），温岭巡检司正式建立。永乐十六年（1418年）迁移至玉环乡三十二都三山。清顺治年间，南明的阮騄将军在温岭巡检司的基址之上修建了苔山寨城，与陈文达率军驻扎的南山寨城相互呼应:9。此后该城为清军所占，顺治十八年（1661年），清政府以防御郑成功的军事活动为目的，将沿海的三十里地的居民集体内迁，苔山寨城由此被废弃:16。2004年1月，苔山寨城遗址被列为玉环县文物保护单位:9，2011年1月升格为浙江省文物保护单位。

## 结构
苔山寨城位于浙江省玉环市清港镇泗头山山顶，面积约3万平方米。城墙周长为600米，整体由块石筑成，纵截面呈梯形，现有三分之二的城墙尚能辨认，保存最完整的一段高约3米。城内有训练士兵用的校场，以及屯兵用的营房、哨台、烟墩等建筑的遗址，但部分遗址已经无法辨别。城址东北部还保留有一口水井。:9